# Шипшина іржаста
Шипши́на іржа́ста (Rosa rubiginosa) — багаторічна рослина родини розових. Колючий чагарник середньої висоти із запашним листям та яскраво-рожевими квітами. Має їстівні плоди. Типовий представник флори Європи, поширений також в окремих областях Західної Азії, Північної Африки та інтродукований на інших континентах. Зростає на відкритих місцях: узліссях, схилах гір, у заростях інших чагарників. Належить до декоративних рослин, в садівництві цей вид використовують переважно як підщепу для сортів троянд. В окремих частинах вторинного ареалу шипшину іржасту розглядають як злісний бур'ян. Має обмежене використання як харчова, медоносна, лікарська та ефіроолійна рослина.

## Назва
У Словнику українських наукових і народних назв судинних рослин Ю. Кобіва для цього виду наведені такі синонімічні народні назви як: ро́жа ржа́ва, ро́жа ясночерво́на, шипши́на іржа́сто-черво́на, шипши́на червонобу́ра, ро́жа ди́ка, шигарина, шипча́к. Назви «шипшина» і «шипчак» вказують на наявність колючок (шипів), якими густо вкриті пагони цього виду. Назви із включенням прикметників «ржава», «іржаста», «червоно-бура» вказують на іржавий колір нижнього боку листків, обумовлений великою кількістю залозистих волосків. Застосування прикметника «червоний» у назвах пов'язано із рожевим кольором квітів, яскравішим, ніж в інших видів шипшини.

## Опис

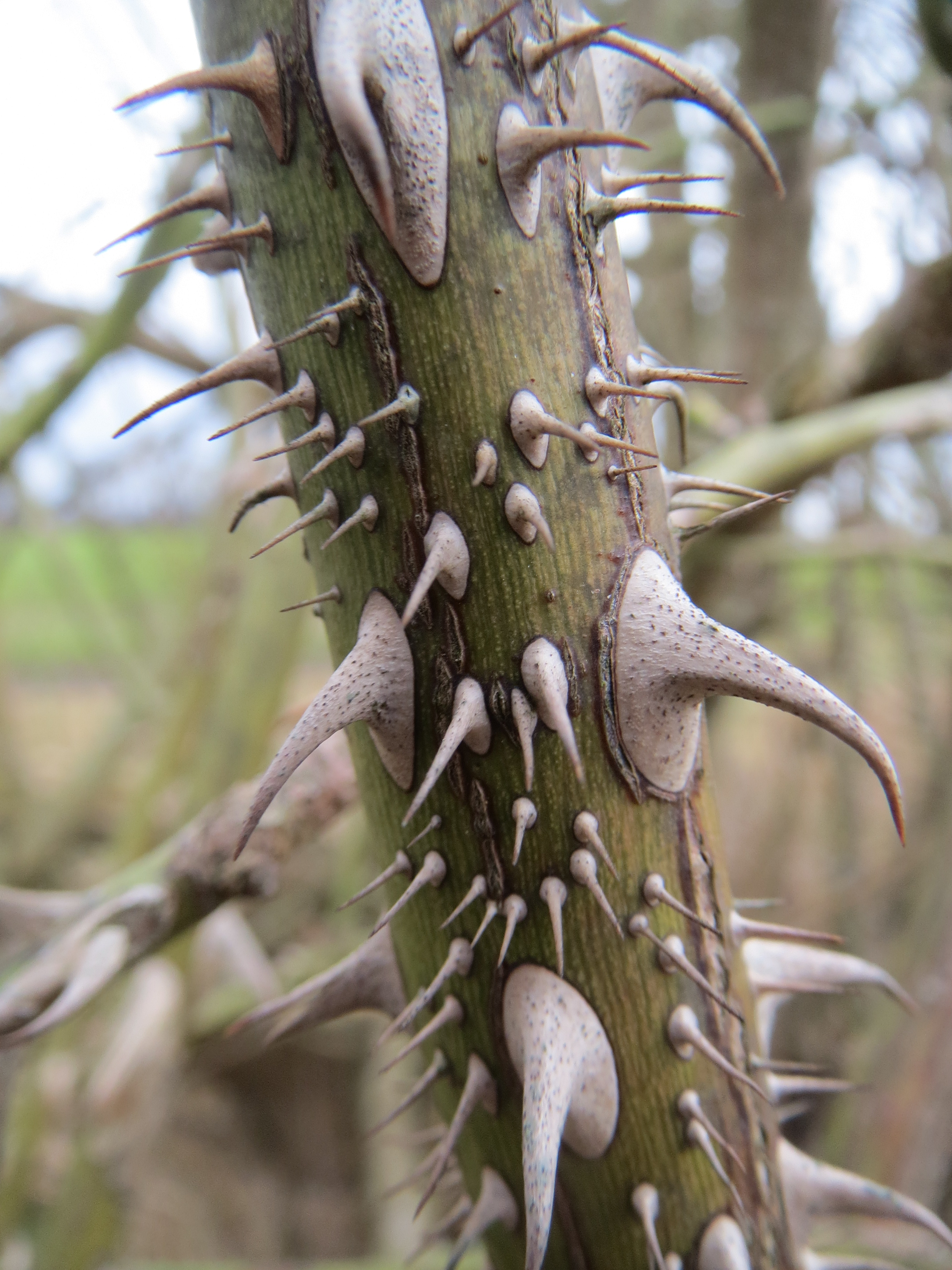
Колючки двох типів на зимовому пагоні.

Багаторічна рослина, нанофанерофіт. Листопадний кущ із компактною, оберненопірамідальною кроною, заввишки 120—150 см, рідше — до 2-3 м. Гілки на початку розвитку спрямовані вверх, потім вигинаються дугою. Пагони червонуваті або зелені, вкриті численними червонувато-бурими колючками двох типів — великими і малими. Великі колючки розташовані на зрілих пагонах, вони мають широку основу, серпасту форму (загнуті назад) та сильно стиснуті з боків. Малі колючки вкривають пагони будь-якого віку, вони тонкі, прямі, на молодих гілках, особливо на квітконосах, щетиноподібні, гнучкі, на старих гілках — тверді, голчасті.
Листки завдовжки 5—12 (частіше 7—9) см, чергові, непарнопірчасті, складені зазвичай із сімох листочків (інколи їх може бути п'ять або дев'ять). Черешок листка густо вкритий залозистими волосками і нечисленними загнутими назад дрібними колючками. Прилистки завдовжки 11—17 мм, завширшки 5—9 мм, опушені, мають залозки, розташовані переважно по краю та зісподу. Листочки 2—2,5 см завдовжки, 1—1,5 см завширшки, заокруглено-овальної або яйцеподібної форми, із заокругленою основою, двічіпилчастим краєм. Так само, як і прилистки, листочки зверху голі, гладенькі або із поодинокими розсіяними залозками, а по краю і з нижнього боку густо вкриті короткими залозистими волосками. На початку літа листя шипшини іржастої набуває вираженого яблучного запаху, який підсилюється під час дощу або від доторку.
Квітки можуть бути поодинокими або зібраними по 2—7 штук в негусті суцвіття — щитки. Приквітки завдовжки 6—18 мм, завширшки 5—10 мм, овально-ланцетні. Квітконіжки завдовжки 7-20 мм, залозисто-щетинчасті, рідше — голі. Чашолистки 9—17 мм завдовжки, 3—5 мм завширшки, пірчасті або ланцетні, знизу залозисто-щетинчасті, зверху густо опушені; під час достигання плодів вони спрямовані вбоки, після повного достигання частково опадають, хоча інколи можуть зберігатися цілком. Квітки актиноморфні, п'ятичленні, двостатеві, завширшки 1,8—3 (рідше до 5) см, яскраво-рожевого (рідше — блідо-рожевого) кольору зі світлішою основою, запашні. Тичинки численні, жовті, інколи залишаються на плодах. Маточка коротка, із опушеною приймочкою.
Плоди завдовжки 2—2,5 см (за іншими даними 1—1,6 см) та 0,8—1,3 см завширшки, ягодоподібні, зазвичай кулясті, рідше — видовжено-еліптичні, різко звужені під чашолистками, у нижній частині вкриті голкоподібними колючками і залозистими шпичаками. Зев плоду широкий — близько 2 мм завширшки. Колір плодів змінюється від зеленого, до жовтого і червоного при повній стиглості. Кожен плід містить численні тверді, жовті насінини завдовжки 4—7 мм. Поверхня насінин вкрита нечисленними тонкими білими волосками.
Число хромосом 2n=35.

### Визначення
Шипшину іржасту легко сплутати з шипшиною звичайною та Rosa bracteata, які трапляються у схожих біотопах.
| Назва виду       | Листки                                                                             | Квітконіжки і чашолистки                                    | Пелюстки                                                  | Плоди                                                           |
| Шипшина іржаста  | Зісподу і по краях вкриті залозистими (липкими) волосками, мають негострі верхівки | Вкриті залозистими (липкими) волосками і дрібними колючками | Від яскраво- до блідо-рожевого із білою основою           | Основа плоду іноді вкрита щетинками та (або) дрібними колючками |
| Шипшина звичайна | Здебільшого голі, із загостреними верхівками                                       | Голі                                                        | Здебільшого блідо-рожеві, іноді яскраво-рожеві, однотонні | Голі                                                            |
| Rosa bracteata   | Здебільшого голі, на верхньому боці листка можуть бути розсіяні волоски            | Густо вкриті волосками та колючками                         | Білі                                                      | По всій поверхні вкриті волосками                               |

## Поширення

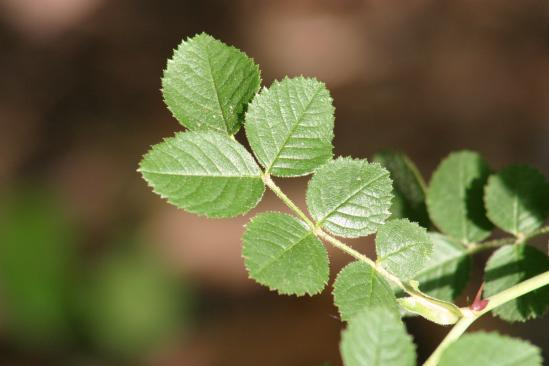
Складний листок шипшини іржастої.

Шипшина іржаста належить до представників атлантико-середземноморської флори. Первинний ареал цього виду охоплює всю Європу, майже збігаючись з її географічними кордонами, в тому числі включає ряд островів таких як Велика Британія, Балеарські острови, Сицилія тощо. Крім того, до нього входить велика частина Західної Азії — весь півострів Мала Азія, терени Ірану та Іраку, а також деякі країни Північної Африки, зокрема, Туніс. Водночас, у Європі у широтах, вищих за 61°, вона трапляється дуже рідко, а в Росії цей вид знайдено лише у Бєлгородській, Воронезькій, Саратовській та Ростовській областях. В Україні ця рослина зростає по всіх регіонах і належить до звичайних видів.
Як культурна рослина шипшина іржаста була розповсюджена на інших континентах, де окремі особини поширились за межі садків і створили дикі популяції. Такі осередки відомі на теренах Чилі, Аргентини, Нової Зеландії, на півдні Африки, зокрема, у Лесото, ПАР. В Австралії шипшина іржаста поширена в штатах Південна Австралія, Новий Південний Уельс, Вікторія, у прибережній та острівній частині Квінсленду, на південному заході штату Західна Австралія, на острові Тасманія. В Канаді її знаходили в провінціях Онтаріо та Нова Шотландія. В США цей вид натуралізований у штатах Міссурі, Джорджія, Канзас.

## Екологія

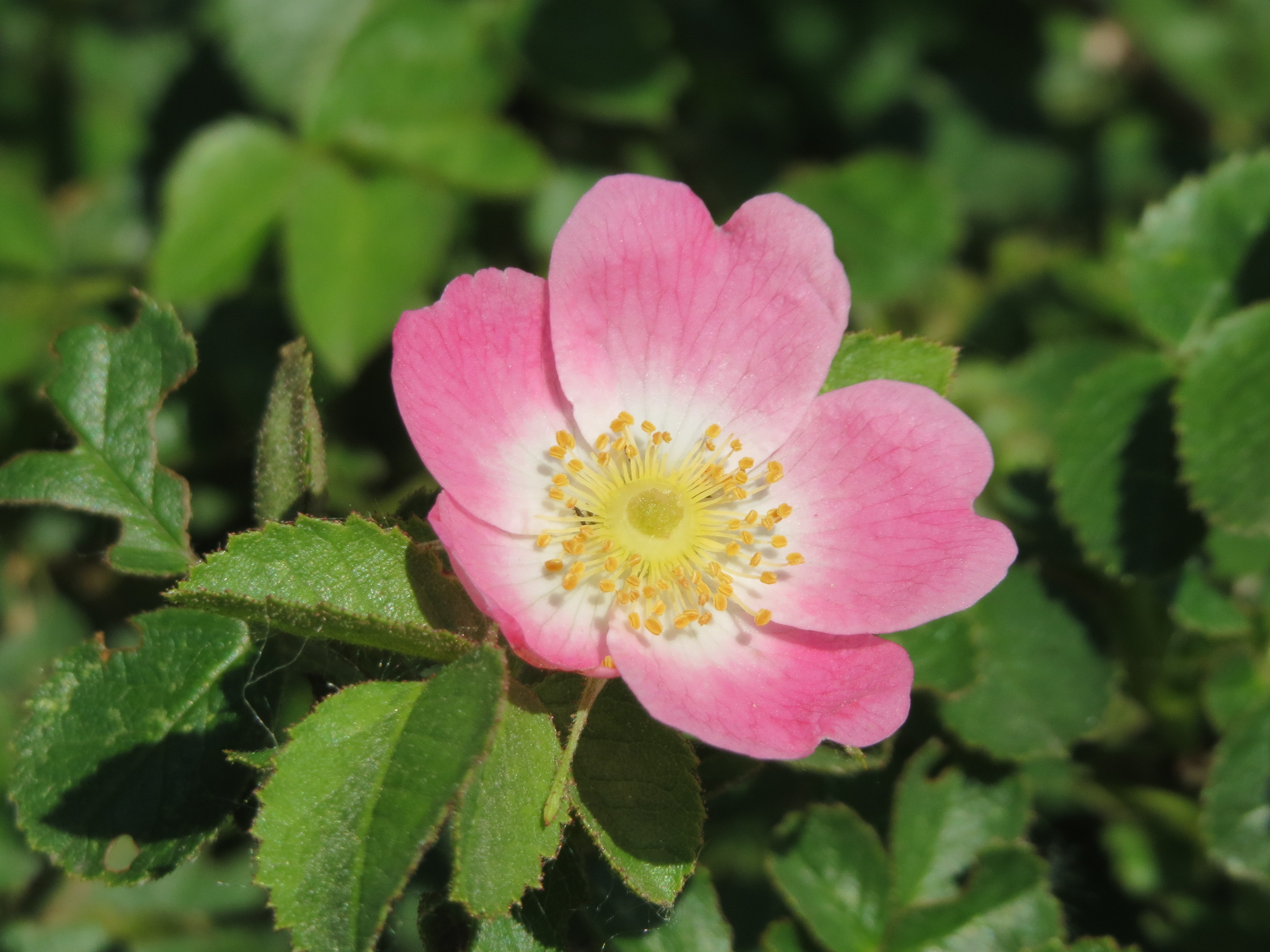
Квітка типового забарвлення.

Шипшина іржаста — світлолюбна, помірно морозостійка рослина, яка досить добре пристосована до високих температур та нетривалої посухи. Вона віддає перевагу помірно зволоженим, добре розвиненим і прогрітим ґрунтам, як правило, супіщаним, суглинистим, кам'янистим, але завжди із високим вмістом кальцію. Типовими біотопами цього виду є узлісся, кам'янисті схили гір, сухі луки, в тому числі й такі, що розвинулись на вапнякових, лужних ґрунтах, чагарникові зарості, узбіччя доріг, гірські пасовища. В цих осередках шипшина іржаста входить до рослинних угруповань союзу Berberidion асоціації Pruno-Ligustretum. У горах (наприклад, Альпах) цей вид підіймається до висот 750—1700 (2000) м, що значною мірою пов'язано зі здатністю схилів до нагрівання. Натомість, у Канаді з її доволі холодним кліматом, шипшину іржасту не знаходили вище за 533 м. В Австралії цей чагарник почав заселяти нетипові для нього біотопи, наприклад, світлі склерофітні ліси, а у горах цієї країни він сягає рівня субальпійських пасовищ.
В помірному поясі Європи вегетація розпочинається у квітні, триває до кінця вересня — початку жовтня. Швидкість розвитку кущів цього виду від середньої до повільної, перше цвітіння відбувається приблизно у віці 6 років. Вид розмножується насінням та вегетативно. У природі переважає насіннєвий спосіб розмноження, подекуди можливе розмноження кореневими паростками. У садівництві шипшину іржасту розмножують лише вегетативно, при цьому окрім кореневих паростків широко застосовують живцювання.
Цвітіння у різних частинах ареалу відбувається у травні — серпні, в Україні цей вид шипшини квітне у червні. Його запашні квіти приваблюють різноманітних комах, в тому числі жуків-бронзівок, мух-дзюрчалок та медоносних бджіл.
Плоди достигають у вересні — жовтні. В їхньому розповсюдженні велику роль відіграють звіри й птахи, які, живлячись ягодами, виділяють із послідом неушкоджене насіння, яке, таким чином, поширюється на значні відстані. Саме зоохорія стала одним із чинників успішного розмноження цього чагарника за межами основного ареалу: дослідники відмічали, що значну кількість насіння на пасовищах Нової Зеландії залишають із послідом посуми та лисиці. На теренах Європи серед споживачів плодів відмічені різні види дроздів, омелюхів, зеленяк, нориця руда.
Плодами шипшини іржастої живиться гусінь Rhagoletis alternata. З числа паразитів на цьому виді відмічений грибок Podosphaera pannosa. Разом з тим, шипшина іржаста стійка до небезпечної для культурних троянд іржі, яку викликає грибок Phragmidium mucronatum.

## Використання

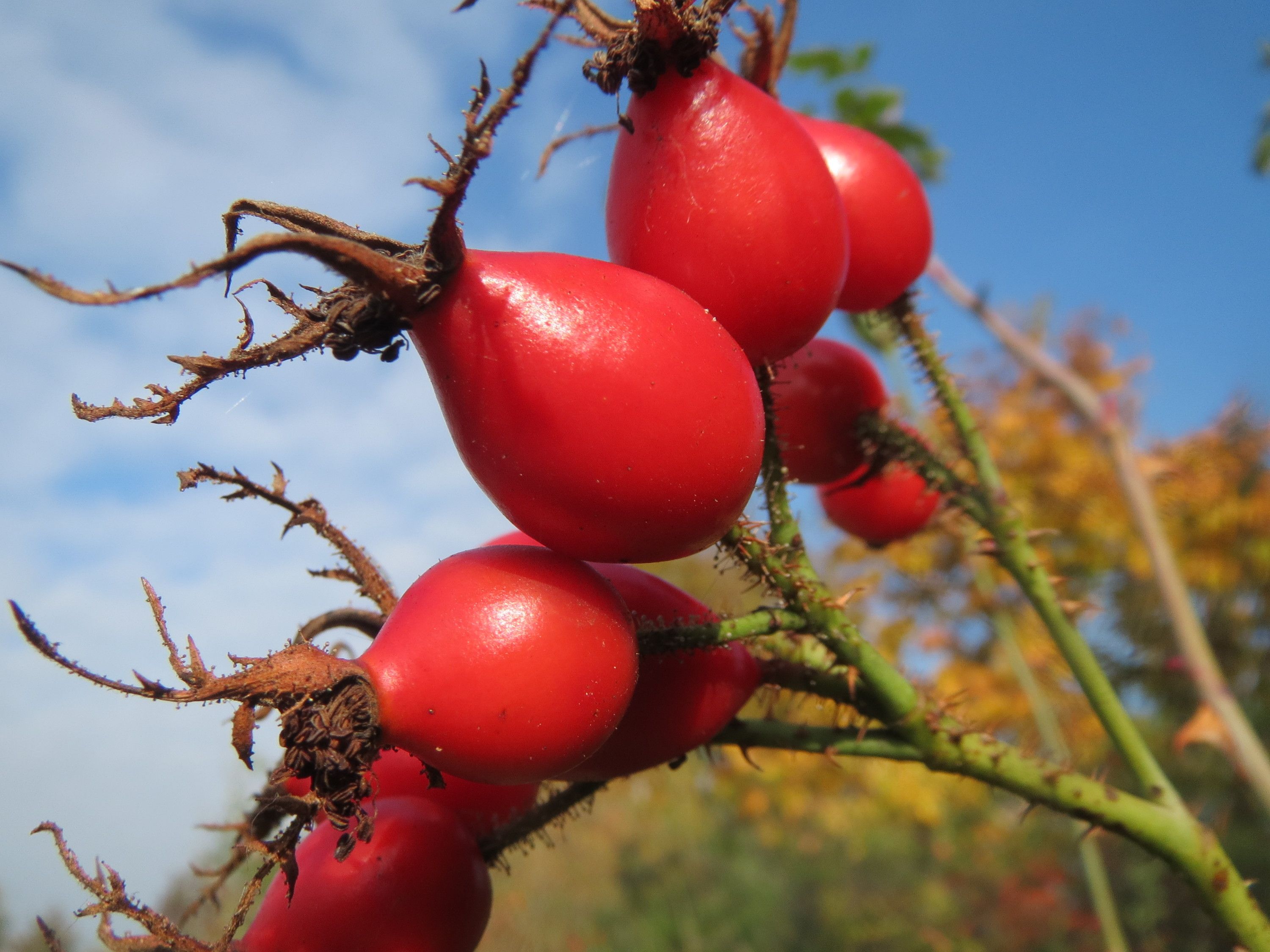
Стиглі плоди, на яких видно характерні залишки тичинок і чашолистків.

Шипшину іржасту здавна використовують у садівництві. Оскільки її квіти відносно невеликі, своїми декоративними якостями вона суттєво поступається культурним трояндам, а тому в дикому вигляді її майже не висаджують у садках. Натомість, цей вид добре зарекомендував себе як підщепа для благородних сортів. Оскільки він невибагливий і стійкий до іржі, від якої сильно потерпають культурні сорти, то щепленні на цей кущ живці частково набувають стійкості до несприятливих умов довкілля. До переваг шипшини іржастої як підщепи слід віднести зимостійкість та незначну кількість прикореневих паростків. В XIX столітті в США побутувала оригінальна практика створення кореневласних троянд із використанням шипшини іржастої як тимчасової підщепи. Для цього культурні сорти щепили на короткий саджанець шипшини, який поступово заглиблювали в ґрунт — з часом на верхній (сортовій) частині саджанця з'являлися власні корені.
Втім, шипшина іржаста і сама стала батьківською формою для кількох сортів паркових троянд, значна частина яких виведена ще у XIX столітті в Англії. Ці сорти об'єднують в групу Hybrid Eglanteria. Вони вирізняються більшими, ніж у диких особин, розмірами квітів (до 6 см завширшки), різноманітним забарвленням (рожевим, рожево-червоним, рожево-помаранчевим), збільшеною кількістю пелюсток (махрові, напівмахрові квіти), приємним слабким запахом. Кущі цих сортів можуть бути різного розміру, але переважають сильнорослі, їм, як і дикій формі, притаманний яблучний запах листя. Втім, культурні сорти шипшини іржастої втратили ряд корисних властивостей батьківського виду: вони не стійкі морозів і грибкових захворювань, вирізняться нетривалим цвітінням. Використовують їх обмежено, здебільшого для створення живоплотів і групових насаджень.

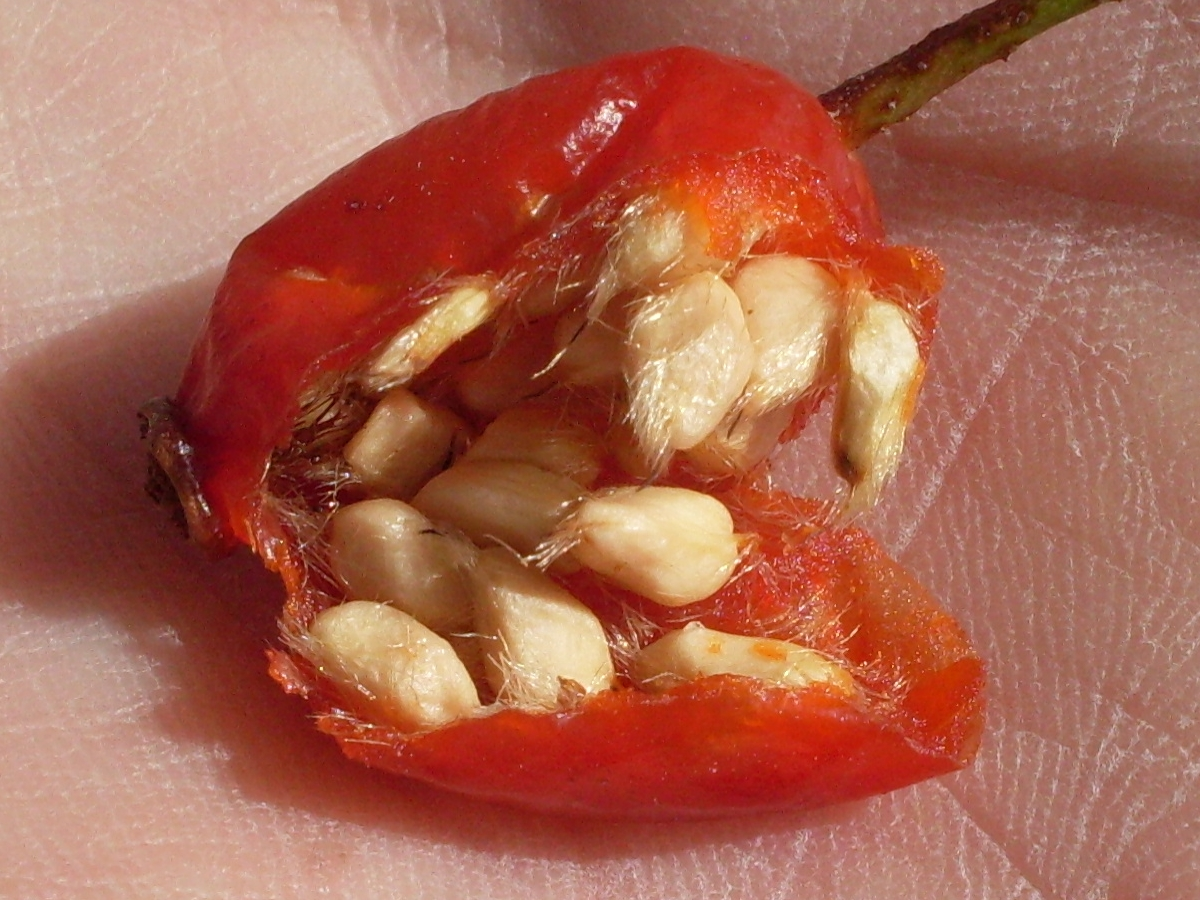
Розчавлений плід (збільшено), в якому видно насінини, вкриті короткими волосками.

Певне значення цей вид має і як медонос, втім, через невелику проективну площу заростей у бджільництві цей вид є джерелом підтримуючого, а не товарного медозбору. В Тунісі із квітів шипшини іржастої отримують ароматизовану воду. В європейських країнах, а також в країнах, де цей вид поширився у дикій природі, його плоди збирають і консервують різними способами: готують джем або в сушеному вигляді варять з них своєрідний вітамінний узвар. Там, де площі шипшинових заростей великі, їх використовують задля промислового видобутку шипшинової олії. Цей продукт являє собою жирну олію темного кольору зі специфічним запахом, яку вичавлюють із лущеного насіння. Він діє на шкіру живильно, омолоджуюче, ранозагоювально, зменшує негативні наслідки рубцювання ран, розгладжує неглибокі зморшки. Шипшинова олія входить до складу косметичних засобів, в першу чергу, кремів.
Слід зазначити, що в місцевостях із помірним та субтропічним кліматом, близьким до того, що існує в первинному ареалі, цей вид почуває себе дуже добре і створює не просто стійкі, а, навіть, агресивні осередки, маючи тенденцію до пригнічення місцевої флори. У зв'язку з цим в Новій Зеландії, ПАР та деяких штатах Австралії заборонений продаж насіння і саджанців шипшини іржастої.

## Синоніми
| - Rosa rubiginosa Brot. - Rosa rubiginosa Coss. ex D‚s‚gl. - Rosa rubiginosa Webb ex Ball - Rosa rubiginosa Ledeb. - Rosa rubiginosa Jacq. - Rosa rubiginosa Britton & N.E.Br. - Rosa rubiginosa Sm. - Rosa rubiginosa M.Bieb. - Rosa rubiginosa var. amphadena R.Keller - Rosa rubiginosa var. amphiadena R.Keller - Rosa rubiginosa var. arabica Cr‚p. ex Boiss. - Rosa rubiginosa subsp. columnifera Schwertschl. | - Rosa rubiginosa f. gremlii H.Christ - Rosa rubiginosa var. imitans R.Keller - Rosa rubiginosa var. leiostyla H.Christ - Rosa rubiginosa var. licostyla H.Christ - Rosa rubiginosa var. liostyla R.Keller - Rosa rubiginosa var. liostyla H.Christ - Rosa rubiginosa var. nemoralis (Léman) Thory - Rosa rubiginosa var. resinosa Wallr. - Rosa rubiginosa var. rotundifolia A.Rau - Rosa rubiginosa f. sassnowskyana Regel - Rosa rubiginosa subsp. thuretii (Burnat & Gremli) H.Christ - Rosa floribunda Steven |